# Ammoni (poeta)
Ammoni (en grec antic: Ἀμμώνιος; en llatí: Ammonius) fou un poeta grec que va viure durant el regnat de Teodosi II el Jove, al segle V. Va escriure, entre d'altres, un poema èpic sobre la revolta dels gots dirigits per Gaines l'any 400, que va titular Γαινία (Genia). Es diu que el va llegir davant de l'emperador l'any 438, que el va rebre bé i el va aprovar, segons que explica Sòcrates Escolàstic. L'Etymologicum Magnum esmenta un Ammoni que se suposa que podria ser aquest, i l'Antologia grega inclou dos epigrames d'un Ammoni que no se sap qui era.